# Scaria boliviana
Scaria boliviana är en insektsart som beskrevs av Bruner, L. 1920. Scaria boliviana ingår i släktet Scaria och familjen torngräshoppor. Inga underarter finns listade i Catalogue of Life.